# بودوليان

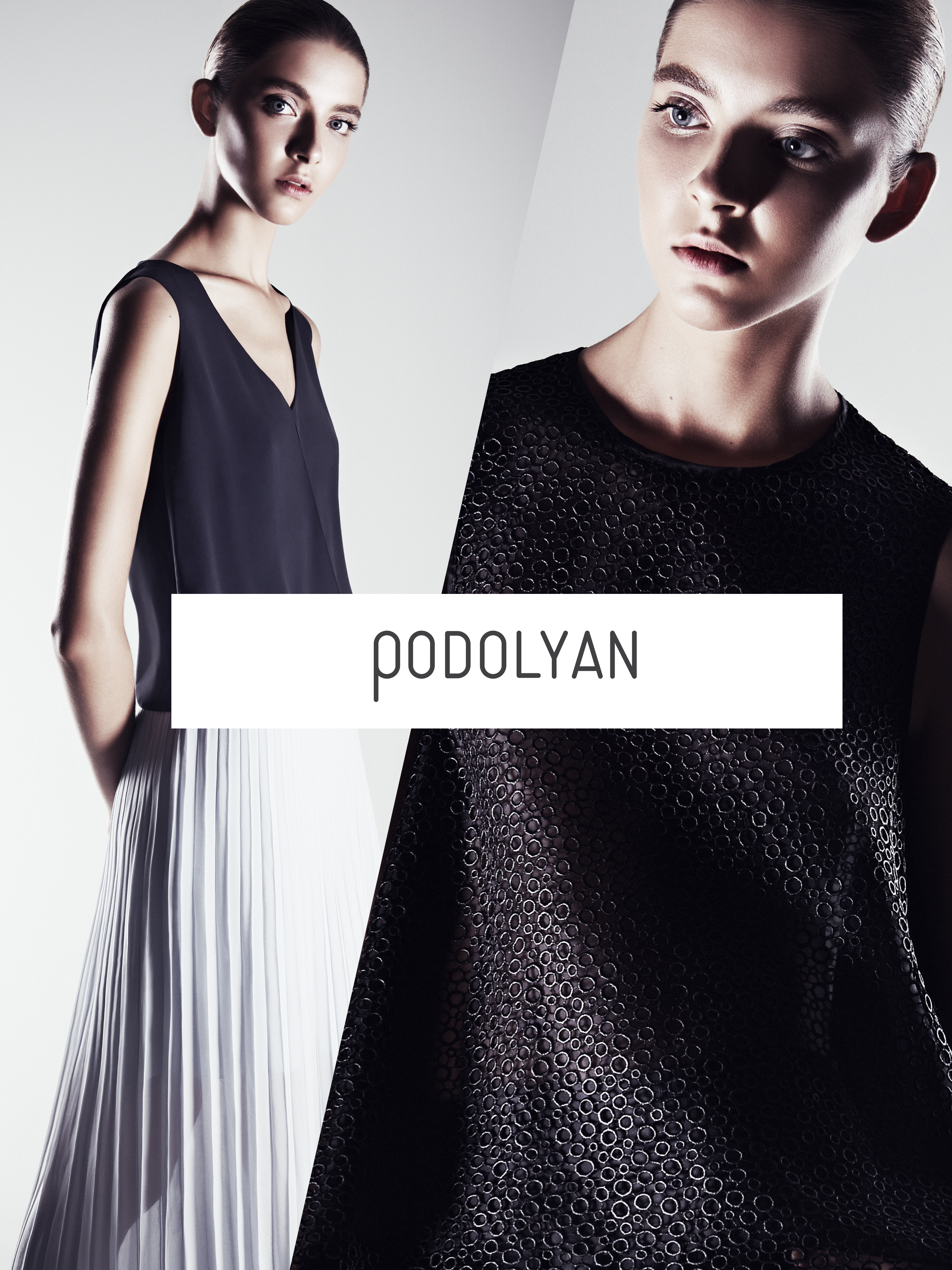
بودوليان

بودوليان هي ماركة ملابس أوكرانية أنشأها المصمم فلاديمير في عام 2004.

## التاريخ
في عام 2004 تخرج فلاديمير بودوليان من معمل أزياء فياتشيسلاف زايتسيف، وسجل علامة بودوليان التجارية وأظهر مجموعة تخرجه خلال مواسم الموضة في كييف. لاحظ ديفيد فولي مؤسس متجر المفاهيم البريطاني أتيليلر 1 هذه المجموعة. أقيم عرض الأزياء الأول لبودوليان في العام نفسه خلال أسبوع الموضة الأوكراني تحت اسم أسماء جديدة.
في عام 2005 أصبح فلاديمير بودوليان أحد المصممين الأوكرانيين اللذين ابتكرت ملابس للعلامة التجارية الإنجليزية أتيليلر 1 تحت إشراف إبداعي من ديفيد فولي. خلال الأعوام 2006-2009 أنشأ فلاديمير العديد من مجموعات «بودوليان لـ أتيليلر 1» التي تم تقديمها في عروض الأزياء في الصالون خلال أسبوع الموضة في لندن.
في مارس 2010 أقيم أول عرض أزياء مستقل لماركة بودوليان للأزياء خلال أسبوع الموضة الأوكراني. منذ ذلك الحين تقدم بودوليان عروض مدرج مرتين في السنة. في عام 2011 بدأ التعاون مع ميبلين نيويورك. خلال الفترة من 2012 إلى 2014 فازت ماركة بودوليان بجائزة أفضل أزياء عن «أفضل أداء في عرض الأزياء».
في سبتمبر 2014 تم تغيير العلامة التجارية لبودوليان، وفي ديسمبر تم إطلاق خط جديد لبودوليان بلاك. كانت كاترينا بابكينا وجه حملة «قصة فستان» لبودوليان. في أبريل 2015 تم افتتاح متجر بودوليان الجديد في كييف.